# Jorge Lozano Soriano

## Biografía
Se hizo famoso en Argentina como escritor y productor del programa Las 24 horas que contaba como presentadora del mismo a la famosa actriz Luisa Vehil. Escribió y produjo varias telenovelas y obras de teatro como la conocida Proceso interior en Argentina trabajando con actores y actrices de la talla de Amelia Bence, Marcela López Rey, María Ibarreta, Virginia Lagos, Mariana Karr, Jorge Barreiro, Atilio Marinelli, Arnaldo André, Rubén Maravini, Guillermo Francella, entre muchos otros.
Ya radicado en México comenzó como escritor en las telenovelas como: Te amo y Tiempo de amar. Se destacó como creador del programa de mayor éxito de la televisión mexicana Mujer, casos de la vida real que se transmitió en la cadena mexicana Televisa por 22 años desde 1985 hasta 2007. Escribió telenovelas: Mi pequeña Soledad, Bajo un mismo rostro y Lazos de amor.
Luego comenzó a producir también. En su carrera produjo dos telenovelas Bendita mentira y El secreto de Alejandra. Regresa a escribir con telenovelas: Desencuentro y Mi destino eres tú. La última telenovela que escribió fue La esposa virgen en 2005.

## Trayectoria

### Productor ejecutivo
- El secreto de Alejandra (1997)
- Bendita mentira (1996)
- Marianela (1993)

### Escritor

#### Programas Originales
- Mujer, casos de la vida real (1986-2007)

#### Historias originales
- Mi destino eres tú (2000) (con Carmen Daniels)
- El secreto de Alejandra (1997)
- Lazos de amor (1995)
- Bajo un mismo rostro (1995)
- Mi pequeña Soledad (1990)
- Te amo (1984)

#### Adaptaciones
- Primera parte de La esposa virgen (2005) (original de Caridad Bravo Adams y Liliana Abud)
- Desencuentro (1997/98) (original de Caridad Bravo Adams y Luis Moreno)
- Bendita mentira (1996) (original de Inés Rodena)
- Tiempo de amar (1987) (original de Alberto Cura)

#### Adaptaciones de sus historias
- Tres veces Ana (2016) (adaptación de Lazos de amor) por Juan Carlos Alcalá.

## Premios y nominaciones

### Premios TVyNovelas
| Año  | Categoría                   | Telenovela    | Resultado |
| ---- | --------------------------- | ------------- | --------- |
| 1996 | Mejor historia o adaptación | Lazos de amor | Nominado  |